# Antoine Yvan
Antoine Eugène Louis Yvan, né le 28 octobre 1880 à Paris et mort le 30 août 1914 à Guincourt, est un écrivain français, poète, romancier et dramaturge.

## Biographie
Antoine Eugène Louis Yvan est né dans le 9e arrondissement de Paris. Son père Henri Jacques Joseph Théodore Yvan dit Théodore Henry (1849-1926) est homme de lettres également et officier de la Légion d’honneur en 1900, sa mère Pauline Marie Victorine Magdeleine Rave est sans profession. La famille se compose également de trois filles plus jeunes qu'Antoine. Il est élève au collège Chaptal à  Paris puis au lycée Louis-Le-Grand où il obtient le grand prix de littérature au Concours Général.
Antoine Yvan est de la classe 1900, mais il est ajourné en 1901 puis dispensé du service militaire selon l’article 23 car il est encore étudiant à la faculté. Il finit d’ailleurs par obtenir une licence de Lettres. En 1902, il est incorporé  au 41e régiment d’infanterie, il passe caporal en août 1903 puis sergent en avril 1904. Après une période d’exercice de quelques mois, il passe dans la réserve en novembre 1904. Il sera ensuite sous-lieutenant de réserve au Régiment d’Infanterie de Saint-Malo en novembre 1905 et lieutenant de réserve en février 1910. En 1908, il épouse Madeleine Geneviève Brault, la fille d’un industriel fort connu à l’époque et ancien juge au tribunal de commerce de la Seine. Le couple aura deux enfants.
À partir de 1900, il commence à publier des poèmes : Poèmes d’autrefois et d’aujourd’hui en 1902, Les Rendez-vous en 1907, puis une pièce de théâtre en 1909, Le Jardin de Molière qui sera jouée à la Comédie Française. Son roman L’Homme seul et un opéra comique, Mademoiselle Don Juan sont publiés en 1910.

## Première Guerre mondiale
En août 1914, Antoine Yvan est mobilisé et répond à l’appel avec beaucoup d’enthousiasme. Il rejoint le 247e régiment d’infanterie et en tant que lieutenant de réserve, il est affecté au commandement d’une compagnie.
Avec ses hommes, il combat dans la commune de Guincourt dans les Ardennes contre des Allemands beaucoup mieux armés. D’abord blessé à la main le 28 août 1914 dans le bois de la Marfée, il refuse d’être évacué et poursuit l’offensive. Il est tué finalement à la Cour-du-Roy le 30 août 1914. Il a pour ce fait d'arme une citation à l'Ordre de l'Armée « Au combat de la Cour-des-Rois, a pu, par une vigoureuse contre-attaque dégager sa compagnie encerclée. A été tué en entraînant ses hommes aux cris de : En avant ! Vive la France ! ». Il obtient la Croix de Guerre 1914-1918. Il est inhumé au cimetière du Père-Lachaise (division 96) dans le caveau familial.

## Publications
- Poèmes d'autrefois et d'aujourd'hui, 1902
- Les Rendez-vous, poèmes, 1907
- Le Jardin de Molière, théâtre, 1909
- L'Homme seul, roman, 1910
- Mademoiselle Don Juan, opéra comique, musique de Henri Hirschmann 1910
- L'Amie des jeunes, roman, 1911
- Le Révolté, 1912
- Les Gédéon, histoire d'une famille immigrée, roman, Plon-Nourit, 1913
- Mon ami, l'assassin, théâtre, 1914
- Le Testament de Scapin, théâtre
- Le Petit Corot, théâtre
- L'île déserte, théâtre

## Source
- Le Jour d'avant, site de biographies Open source .